# Fairy Tail Zero
Fairy Tail Zero (フェアリーテイル ゼロ Fearī Teiru Zero) là xê-ri manga được vẽ và minh họa bởi Mashima Hiro.  Đây là phần tiền truyện Fairy Tail của Mashima.  Tác phẩm cũng được chuyển thể thành anime phát sóng từ tháng 1 đến tháng 3 năm 2016.

## Nhân vật
Mavis Vermillion
Lồng tiếng bởi: Mamiko Noto
Mavis Vermillion (メイビス・ヴァーミリオン Meibisu Vāmirion), một cô bé 13 tuổi và là một trong các thành viên sáng lập đồng thời là hội trưởng đời thứ nhất của Fairy Tail. Mavis là một tài năng trẻ tuổi khi rất thông minh và có khả năng tạo ra ảo ảnh của người, động vật và cả quái vật. Cô sống ở Đảo Sirius sau khi quê hương mình bị hội Blue Skull tấn công. Sau khi báu vật thiêng liêng của đảo có tên là Sirius Jade bị đánh cắp, Mavis tham gia cùng nhóm thợ săn kho báu của Yuri để tìm lại nó.
Zera
Lồng tiếng bởi: Kana Hanazawa
Zera (ゼーラ Zēra) là con gái của hội chủ của hội Red Lizard và là trở thành bạn thân của Mavis cùng sống sót sau cuộc tấn công của hội Blue Skull. Sau này Zera được tiết lộ rằng cô bé đã chết sau cuộc tấn công của hội Blue Skull và Zera mà Mavis nhìn thấy thực chất là một ảo ảnh mà chỉ có mình Mavis nhìn cũng như nghe thấy.
Yuri Dreyar
Lồng tiếng bởi: Katsuyuki Konishi
Yuri (ユーリ・ドレアー Yūri Doreā) cha của Makarov Dreyar (hội trưởng đời thứ ba của Fairy Tail sau này). Trước khi gặp Mavis thì Yuri tỏ ra là một thợ sơn kho báu có phần hơi tham lam và ích kỉ, anh ta nhắm mục tiêu chính tới Sirius Jade - một cổ vật của Đảo Sirius. Sau khi gặp Mavis thì con người của Yuri được bộc lộ rõ hơn và anh trở thành một trong những người bạn mà Mavis tin tưởng nhất.
Precht  Gaebolg
Lồng tiếng bởi: Yoshihisa Kawahara
Precht Gaebolg (プレヒト・ゲイボルグ Purehito Geiborugu)là một trong hai người bạn đồng hành của Yuri trong nhóm săn kho báu, anh ta là người giữ vị trí hội trưởng đời thứ hai của Fairy Tail sau Mavis. Trong Fairy Tail, Precht được biết với cái tên Hades, hội trưởng của hắc hội Grimoire Heart. Precht có tính tình nghiêm nghị và khá nghiêm khắc với hai người bạn của mình, anh ta có khả năng chiến đấu khá giỏi với vũ khí là một đôi dao.
Warrod Sequen
Lồng tiếng bởi: Hiroshi Shirokuma
Warrod Sequen (ウォーロッド・シーケン Wōroddo Shīken), một chàng trai vui tính và là một trong hai người bạn đồng hành của Yuri. Anh ta có phép thuật điều khiển cây cối. Trong hiện tại ở phần truyện Fairy Tail, Warrod là một trong Thập Thánh và đứng hàng thứ tư.
Zeref
Lồng tiếng bởi: Akira Ishida
Zeref (ゼレフ Zerefu), nhân vật phản diện chính của Fairy Tail, một kẻ bất tử. Zeref có ngoại hình là một chàng trai trẻ đi cùng với lời nguyền mọi thứ quanh hắn ta sẽ chết và tuyệt diệt. Trong Fairy Tail Zero thì các nhân vật không biết thân phận thực sự của hắn ta, Zeref đã giúp nhóm Mavis và dạy họ phép thuật.
Zeeself
Lồng tiếng bởi: Makoto Tamura
Zeeself (ジーセルフ Jīserufu)là hội trưởng của hội pháp sư Red Lizard và là cha của Zera. Hắn ta đối xử với Mavis như kẻ đầy tớ. Hắn bị hội Blue Skull giết khi hội này tấn công Red Lizard.
Geoffrey
Lồng tiếng bởi: Takashi Matsuyama
Geoffrey (ジョフリー Jofurī) là hội trưởng của hội Blue Skull, một hội đối địch của Red Lizard. Sau khi bị nhóm Mavis đánh bại, hắn ta trốn mất và sau này trở thành hội chủ của hội Phantom Lord trong Fairy Tail.

## Phương tiện truyền thông

### Manga
Thông tin đầu tiên về Fairy Tail Zero được thông báo bởi chính mangaka Mashima Hiro trên tài khoản Twitter của mình vào ngày 30 tháng 3 năm 2014. Manga Fairy Tail Zero bắt đầu đăng ở số đầu tiên của tạp chí Monthly Fairy Tail do Kodansha ấn hành ra vào ngày 17 tháng 7 năm 2014. Và kết thúc ở số thứ 13 của tạp chí này ra ngày 17 tháng 7 năm 2015.
| # | Phát hành Nhật Bản | Phát hành Nhật Bản | Phát hành tiếng Anh | Phát hành tiếng Anh |
| # | Ngày phát hành | ISBN               | Ngày phát hành      | ISBN                |
| --- | --- | ------------------ | ------------------- | ------------------- |
| 1 | 17 tháng 11 năm 2015 | 978-4-06-395540-8  | 12 tháng 7, 2016    | 978-1-63-236284-1   |
| \| 1. "Fairies in Your Heart" (心の中の妖精 Kokoro no Naka Yōsei?) 2. "Game of Truth" (真実のゲーム Shinjitsu no Gēmu?) 3. "Night of Embarking" (旅立ちの夜 Tabitachi no Yoru?) 4. "Dances with Blades" (刃と踊る Yaiba to Odoru?) 5. "A Moonlit Lake" (月明かりの湖 Tsukiakari no Mizūmi?) 6. "Blue Skull" (青い髑髏 Burū Sukaru?) 7. "Mavis, the Black Wizard" (黒魔導士メイビス Kuro Madōshi Meibisu?) \| 1. "Is Magnolia on Fire?" (マグノリアは燃えているか Magunoria wa Moeteiru ka?) 2. "Treasure" (宝物 Takaramono?) 3. "Law" (ロウ Rō?) 4. "The Transient Being" (消えゆくもの Kieyuku Mono?) 5. "Zera" (ゼーラ Zēra?) 6. "An Eternal Adventure" (永遠の冒険 Eien no Bōken?) \| | |                    |                     |                     |
| 1. "Fairies in Your Heart" (心の中の妖精 Kokoro no Naka Yōsei) 2. "Game of Truth" (真実のゲーム Shinjitsu no Gēmu) 3. "Night of Embarking" (旅立ちの夜 Tabitachi no Yoru) 4. "Dances with Blades" (刃と踊る Yaiba to Odoru) 5. "A Moonlit Lake" (月明かりの湖 Tsukiakari no Mizūmi) 6. "Blue Skull" (青い髑髏 Burū Sukaru) 7. "Mavis, the Black Wizard" (黒魔導士メイビス Kuro Madōshi Meibisu) | 1. "Is Magnolia on Fire?" (マグノリアは燃えているか Magunoria wa Moeteiru ka) 2. "Treasure" (宝物 Takaramono) 3. "Law" (ロウ Rō) 4. "The Transient Being" (消えゆくもの Kieyuku Mono) 5. "Zera" (ゼーラ Zēra) 6. "An Eternal Adventure" (永遠の冒険 Eien no Bōken) |                    |                     |                     |